# Kontagora
|  | Per a altres significats, vegeu «emirat de Kontagora». |

Kontagora és una ciutat de Nigèria, a l'estat de Níger, a la riba sud del riu Kontagora a la carretera entre Jebba i Kaduna i també és un encreuament de camins locals. És la capital de l'emirat tradicional de Kontagora i d'una àrea de govern local (LGA) que té una població total de 151.944 habitants (cens del 2006). La ciutat és un punt de recollida per al cotó i el cacauet. A més d'aquests cultius comercials, Kontagora té part considerable del comerç local en la melca, el cotó, mill, caupí, tabac, fesols, mantega de karité, goma aràbiga, nous de cola, cervesa de sorgo, estris de bronze, artefactes d'or, i teixits tenyits localment; es cria bestiar (cabres, pollastres i gallines de Guinea). La indústria moderna inclou una planta que fabrica bosses de plàstic. A més del palau del Sarkin sudan (rei dels negres), la ciutat té una escola federal avançada de formació de professors i un hospital. El 15 de desembre de 1995 es va establir el vicariat apostòlic de Kontagora de l'església catòlica, amb seu a la catedral de Sant Miquel (St Michael's Cathedral).